# 11970 Паліч
11970 Паліч (11970 Palitzsch) — астероїд головного поясу, відкритий 4 жовтня 1994 року.
Тіссеранів параметр щодо Юпітера — 3,236.
Названо на честь Йоганна Георга Паліча (нім. Johann Georg Palitzsch; 1723 — 1788) фермера за професією і за покликанням астронома з Дрездена.